# Patihan (Loceret)
Patihan is een bestuurslaag in het regentschap Nganjuk van de provincie Oost-Java, Indonesië. Patihan telt 2516 inwoners (volkstelling 2010).